# Ітон (Індіана)
Ітон (англ. Eaton) — місто (англ. town) в США, в окрузі Делавер штату Індіана. Населення — 1595 осіб (2020).

## Географія
Ітон розташований за координатами 40°19′30″ пн. ш. 85°21′26″ зх. д. / 40.32500° пн. ш. 85.35722° зх. д. (40.324896, -85.357178).  За даними Бюро перепису населення США в 2010 році місто мало площу 9,74 км², з яких 9,58 км² — суходіл та 0,16 км² — водойми.

## Демографія
Згідно з переписом 2010 року, у місті мешкало 1805 осіб у 696 домогосподарствах у складі 508 родин. Густота населення становила 185 осіб/км².  Було 824 помешкання (85/км²).
Расовий склад населення:
| - 97,8 % — білих - 0,3 % — корінних американців - 0,1 % — чорних або афроамериканців - 0,1 % — азіатів |

До двох чи більше рас належало 1,3 %. Частка іспаномовних становила 1,8 % від усіх жителів.
За віковим діапазоном населення розподілялося таким чином: 27,4 % — особи молодші 18 років, 58,4 % — особи у віці 18—64 років, 14,2 % — особи у віці 65 років та старші. Медіана віку мешканця становила 36,3 року. На 100 осіб жіночої статі у місті припадало 104,6 чоловіків;  на 100 жінок у віці від 18 років та старших — 96,4 чоловіків також старших 18 років.
Середній дохід на одне домашнє господарство  становив 51 186 доларів США (медіана — 40 083), а середній дохід на одну сім'ю — 58 053 долари (медіана — 46 875). Медіана доходів становила 41 595 доларів для чоловіків та 28 906 доларів для жінок. За межею бідності перебувало 17,5 % осіб, у тому числі 29,5 % дітей у віці до 18 років та 12,1 % осіб у віці 65 років та старших.
Цивільне працевлаштоване населення становило 700 осіб. Основні галузі зайнятості: освіта, охорона здоров'я та соціальна допомога — 27,9 %, виробництво — 15,4 %, роздрібна торгівля — 11,4 %, транспорт — 8,3 %.